# قهوة المحطة (مسلسل)
قهوة المحطة مسلسل درامي من نوع الجريمة يدور حول انه يتولى وكيل نيابة شاب مهمة التحقيق في جريمة قتل غامضة حدثت في محطة قطار، وأثناء بحثه عن القاتل ومحاولة كشف أسرار الجريمة، يجد نفسه عالقاً بين الأدلة وحدسه الشخصي، وأمام عدد من الأشخاص الذين تصوب نحوهم أصابع الاتهام.

## طاقم العمل
- أحمد غزي في دور «مؤمن الصاوي»[4]
- بيومي فؤاد في دور «المعلم رياض»
- هالة صدقي في دور «مدام جورجيت»
- إنتصار
- أحمد خالد صالح في دور «المقدم عمر موافي»
- رياض الخولي في دور «الملك»
- رشدي الشامي
- علاء مرسي في دور «الحاج صاوي»
- فاتن سعيد في دور «شروق»
- حسن أبو الروس في دور «ريشة»
- أحمد ماجد في دور «محمد - الكاتب»
- عمر شريف بدر
- محمد الصاوي في دور «زوج جورجيت»
- علاء عوض في دور «الدولي»
- ضياء عبد الخالق في دور «أبو شروق»
- يوسف عثمان في دور «طارق رياض»
- غادة طلعت في دور «ابتسام»
- ياسر الزنكلوني في دور «كرم»
- لبنى ونس في دور «جنينة»
- يحيى أحمد في دور «العمري»
- آلاء علي
- شريف دسوقي
- محمد دسوقي
- نورهان منصور

## وصلات خارجية
- قهوة المحطة على موقع قاعدة بيانات الأفلام العربية